# 金光藤蔭高等学校
金光藤蔭高等学校（こんこうとういんこうとうがっこう）は、大阪府大阪市生野区小路東に所在する私立高等学校。

## 概要
特別進学、エンカレッジ、ITライセンス、アートアニメーション、ライフクリエイティブ、トップアスリートの6コースを設置している。文理進学コースでは大学進学に対応したカリキュラムが組まれている。ITライセンスコースではコンピュータの活用能力を育成することに重点をおいている。ライフクリエイティブコースでは専修学校との連携・協力のもとで、ダンス・製菓・中国語・福祉など11分野を学ぶカリキュラムが組まれている。トップアスリートコースでは体育に重点をおいたカリキュラムを組み、部活動と連動して競技能力の向上および部活動大会での上位入賞を目指している。
以前は「浪花女子高等学校」という名称の女子校だったが、1999年に「金光藤蔭高等学校」への改称の上で男女共学となった。関西福祉大学は系列校であり、内部推薦入学制度も実施されている。
大阪府内の高等学校としては初めて、1998年度に大阪府の「訪問介護員養成研修事業」の指定校となり、一定の授業と実習を受講することで訪問介護員資格を取得することが可能となっている。
大阪市生野区の国道479号（大阪内環状線）に面した場所に立地している生野キャンパスのほか、奈良県香芝市に香芝キャンパスを設置している。香芝キャンパスにはクラブハウスやグラウンド、自炊用かまどなどを有し、部活動や学校行事などで使用されている。

## 沿革
- 1922年 - 進修裁縫女学校が開校。
- 1926年 - 静徳高等女学校が開校。
- 1932年 - 静徳高女が浪花高等女学校に改称。
- 1938年 - 大阪電気軌道、大軌高等女学校を開校。
- 1948年4月 - 学制改革に伴い浪花高女が大軌・進修両校を統合、浪花女子中学校・高等学校となる。
- 1988年2月 - 中学校を廃校。
- 1999年4月 - 金光藤蔭高等学校へ改称。男女共学となる。
- 2000年4月 - 商業科を廃止。
- 2012年4月1日 - 関西福祉大学金光藤蔭高等学校と改称。
- 2019年 - 金光藤蔭高等学校と改称。

## 部活動
陸上競技部や男子バスケットボール部、女子ソフトボール部、柔道部、女子バスケットボール部、ラグビー部、男子サッカー部、吹奏楽部などを強化指定クラブとして位置づけている。バスケットボール部やソフトボール部はインターハイや近畿大会への出場経験がある。浪花女子高等学校時代に水泳部がインターハイで3回総合優勝を達成している。

## 交通
- Osaka Metro（千日前線）小路駅より南へ約500m
- Osaka Metro（千日前線）北巽駅より北へ約500m
- 近鉄（大阪線・奈良線）布施駅より南西へ約1.5km
- 大阪シティバス・小路東4丁目バス停（最寄り）

## 著名な出身者
- 青木まゆみ - ミュンヘンオリンピック競泳100mバタフライ金メダリスト（浪花女子高等学校時代）
- 柴田智恵野 - 競泳選手、1968年メキシコシティー・1972年ミュンヘンオリンピック日本代表
- 大沢あかね - タレント
- 笠原太志 - プロバスケットボール選手（bjリーグ・バンビシャス奈良所属）
- 高城喜一 - ラグビー選手